# Richard de Prémare
Pour les articles homonymes, voir de Prémare.
Richard de Prémare, de son nom complet Richard Dumouchel de Prémare, né le 6 mai 1936 à Casablanca au Maroc, est un artiste peintre figuratif. Après avoir vécu à Eu (Seine-Maritime), Amiens, Rio de Janeiro et Paris, il se partage aujourd'hui entre la capitale et Aigneville (Somme).

## Biographie

### Famille
Richard Dumouchel de Prémare est né dans une famille originaire de Normandie. Issue de Gaillefontaine en Seine-Maritime, son premier aïeul connu est Robert (I) Dumouchel (1668-1748), brigadier dans les chevau-légers de la garde du roi, chevalier de Saint-Louis. Robert (II) Dumouchel (1714-1772), était à son tour brigadier dans les chevau-légers de la garde du roi, chevalier de Saint-Louis. Robert (III) Dumouchel de Prémare (1761-1827), était garde du corps du roi à la compagnie écossaise en 1788, puis il est promu au grade de chef d'escadron, il est chevalier de Saint-Louis en 1814 sous la première Restauration[réf. nécessaire].
Richard de Prémare est le 6e enfant de Robert Dumouchel de Prémare (1900-1963) et de son épouse née Catherine Maître (1900-1991). Il est le petit-fils de Paul Dumouchel de Prémare (1870-1937), saint-cyrien, colonel de cavalerie, officier de la Légion d'honneur, et oncle du peintre Frédéric Dumouchel.

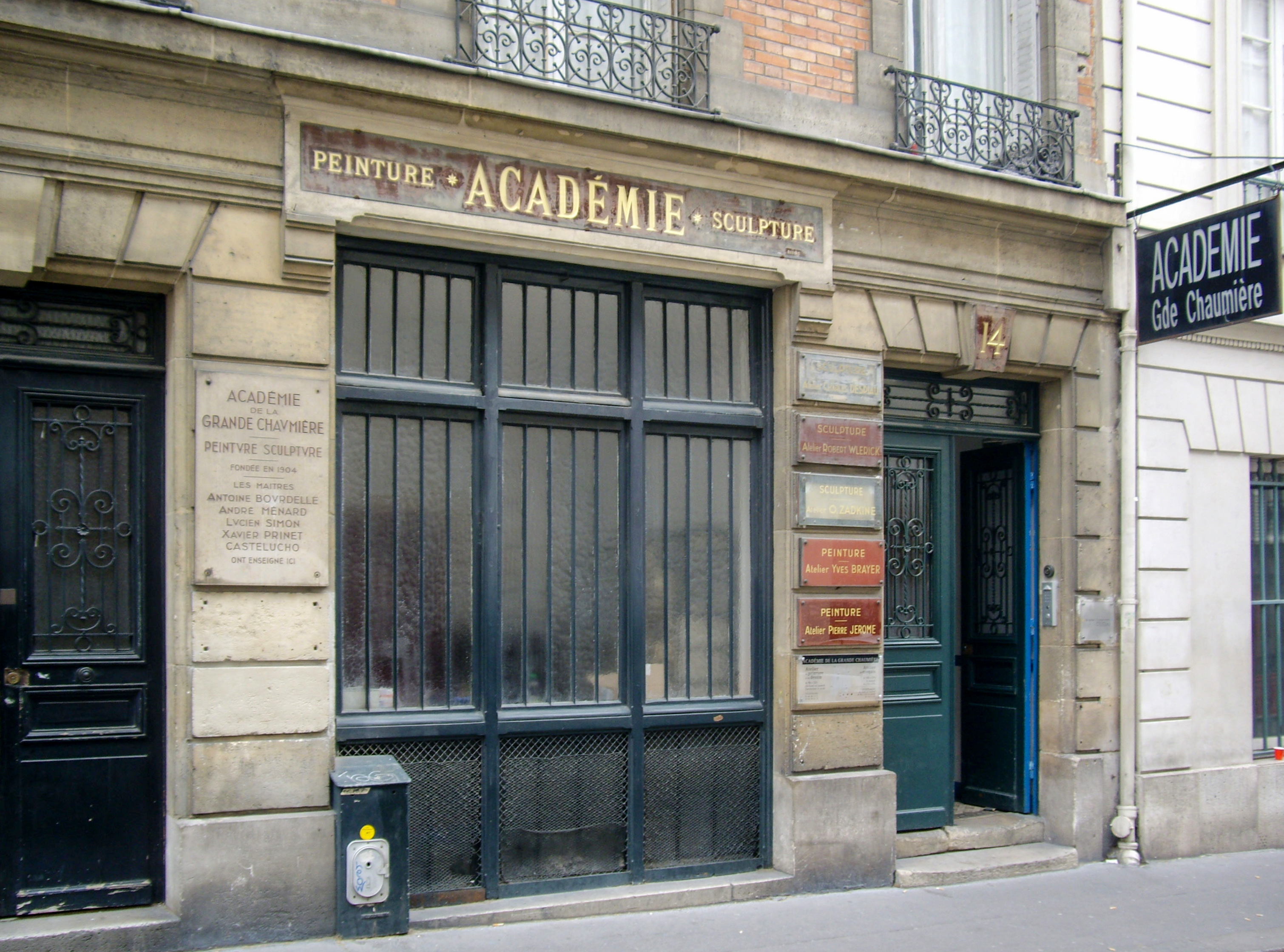
Académie de la Grande Chaumière, Paris

### Carrière
Entre 1952 et 1958, la formation de Richard de Prémare se situe à Paris, successivement dans l'atelier d'Hélène Perrier, à l'Académie Charpentier et à l'Académie de la Grande Chaumière.

## Livres illustrés
- Joseph Kessel, Témoin parmi les hommes, illustrations de Richard de Prémare, Éditions Presses d'aujourd'hui, 1974.
- Alfred-Louis de Prémare, Sidi Abd-Er-Rahman El-Medjub - Mysticisme populaire, société et pouvoir au Maroc au XVIe siècle, en couverture dessin original de Richard de Prémare, SMER Édition, Paris, Rabat, 1985.

## Expositions

### Expositions individuelles
- Galerie Le Nombre d'Or, Alger, 1961.
- Galerie Dusevel, Amiens, 1970.

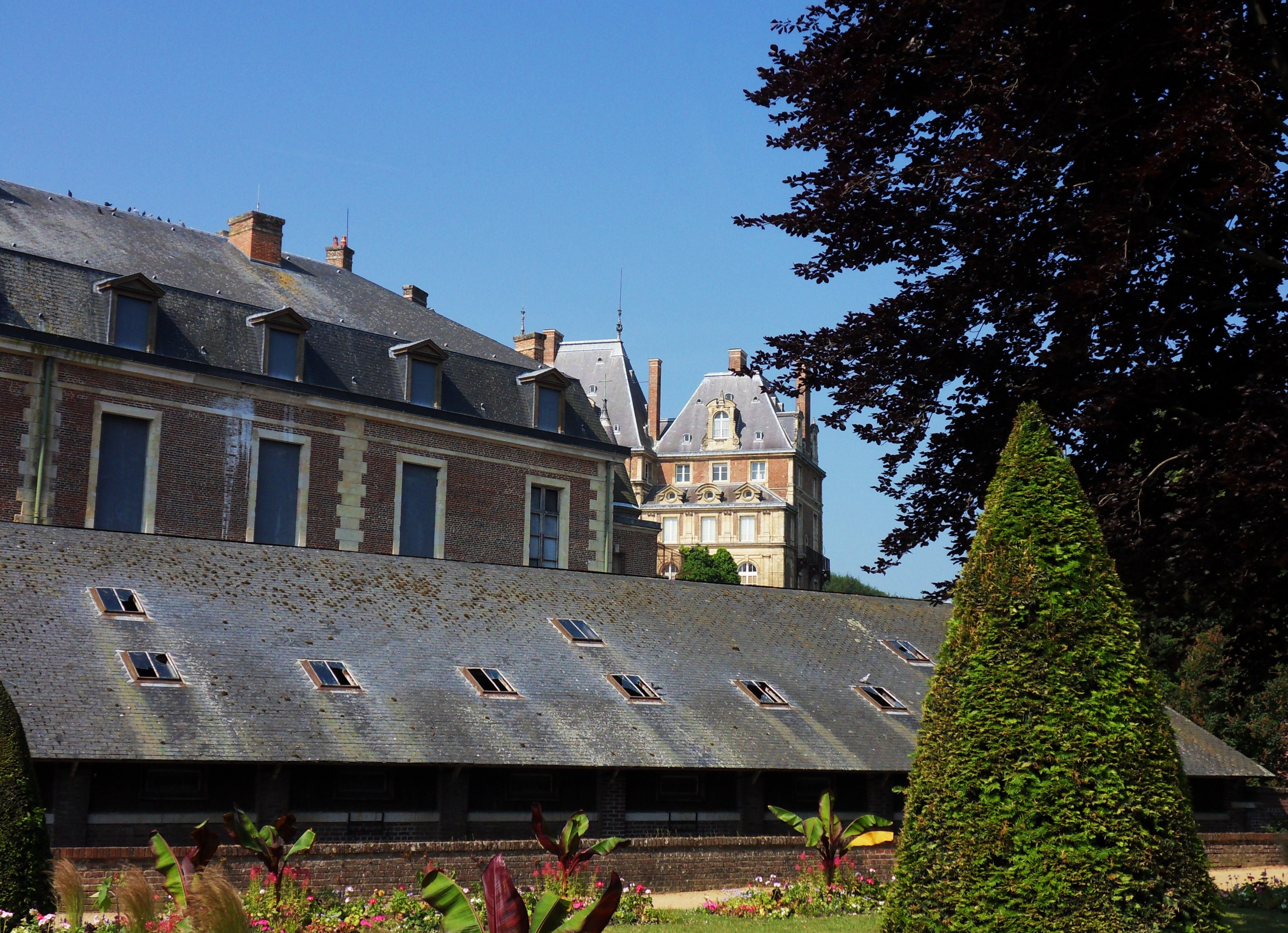
Pavillon des ministres, château d'Eu

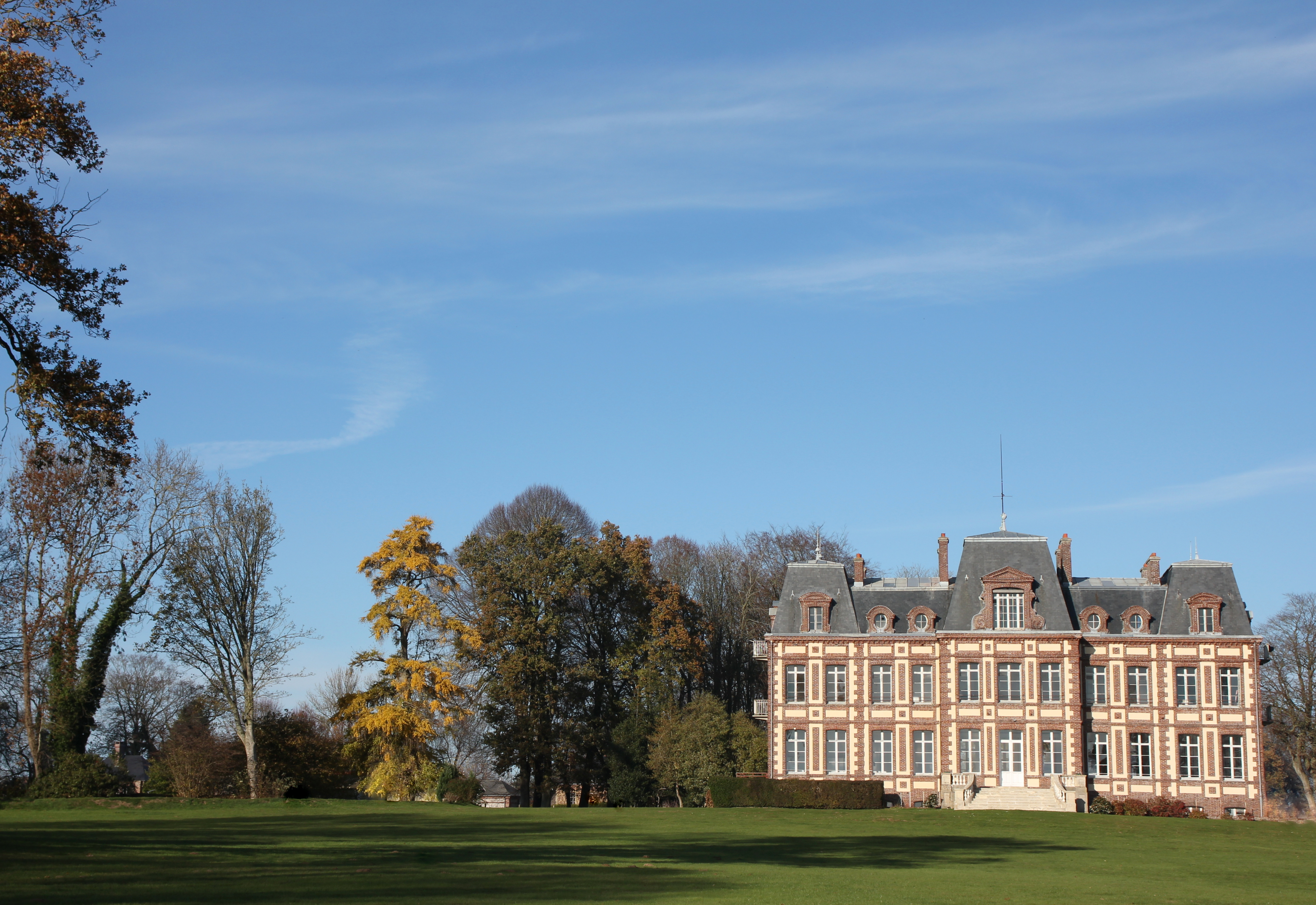
Château de Varengeville-sur-Mer

- Galerie G. Montmarte, Rio de Janeiro, 1971.
- Moulin de Vauboyen, Paris, 1972.
- Galerie Minamikawa, Tokyo, 1973.
- Galerie Rombaldi, Toulouse, 1974.
- Galerie Home-Color (Alexis Ovtchinikoff), rue de Rennes, Paris, 1975.
- Galerie J. Semour, Deauville, juin-septembre 1975.
- Galerie J. Rousseau, Deauville, 1976.
- Galerie de La Lieutenance, Honfleur, 1977, 1978, 1982, 1987, 1989, 1990, 1992, 1993, 1994.
- Galerie Marie-Jeanne Garoche, Paris, 1978.
- Rotonde du Bragance, parc du château d'Eu, juin-juillet 1978.
- Galerie Saint-Rémy, Liège, 1978, 1981.
- Galerie Présences, Bruxelles, 1979, 1986.
- Galerie Élisabeth Amyot, Paris, mars-avril 1980, 1982, 1984, 1986, 1989, 1990, 1991, 1993, 1998, février 2014.
- Galerie Axel Thorpe, Houston, 1980.
- Hôtel de Basqueville, Rouen, 1981, 1984.
- Hôtel du Mont-Blanc, Megève, 1983.
- Galerie Le Lys de Provence, Saint-Paul-de-Vence, 1983.
- Galerie de La Main d'or, Saint-Paul-de-Vence, 1985, 1988, 1990.
- Galerie Médicis, Zürich, 1988.
- Pavillon des ministres, Cour d'honneur du château d'Eu, décembre 1991.
- La Galerie, Ajaccio, 1994.
- Espace Gauguin, Pont-Aven, 1994.
- Domaine du Pavillon de Joinville (avec la Galerie Élisabeth Amyot, Paris), Eu, novembre-décembre 1994.
- La Galerie d'Art, Nicosie, 1995.
- Elysées Fine Arts Gallery, Alexandrie, 1997.
- Galerie de l'Hôtel de Sauix, Beaune, 1997.
- Chetkin Gallery, Red Bank (New Jersey), 1999, 2002, 2008[2].
- Villa La Sirène (avec la Galerie Élisabeth Amyot, Paris), Mers-les-Bains, juillet-août 2005, août 2007.
- BAM Gallery, Toulouse, septembre-octobre 2007[3].
- Chartil du Château de Varengeville-sur-Mer (avec la Galerie Élisabeth Amyot, Paris), juillet-août 2013[4].
- La Galerie, Ajaccio, mai 2009[5], novembre-décembre 2014.
- La Chapelle des Jésuites, Chaumont (Haute-Marne), mars-avril 2015[6].
- Pavillon des ministres, cour du château d'Eu, septembre 2016[7], septembre 2021 (Soixante ans de peinture).
- Château de Varengeville-sur-Mer, août 2019[8].

### Expositions collectives
- Salon du Maroc, 1959.

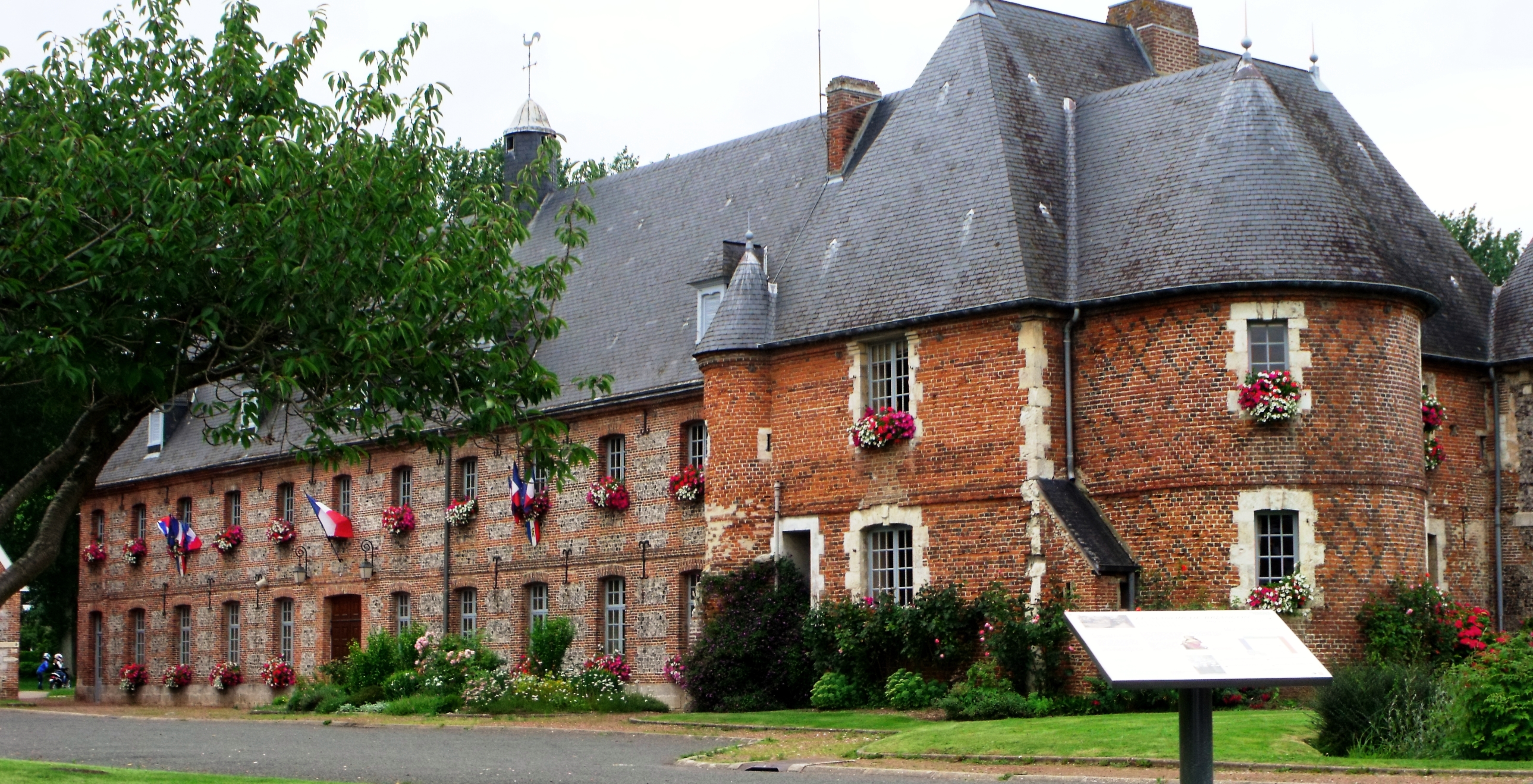
Manoir de Briançon, Criel-sur-Mer

- Exposition de peintres contemporains présentée par Pierre de Tartas, Paris, Bordeaux, Strasbourg, 1972
- Groupe des Cinq, Deauville, 1974.
- Expositions non datées : Salon des artistes français, Salon d'Angers, Salon de l'École de Barbizon, Salon d'automne.
- Michel Jouenne, Richard de Prémare, Jean-Laurent Padovani, La Galerie, Ajaccio, 1991[9].
- Festival des Arts et du Manoir, Salon de peinture et sculpture, Manoir de Briançon, Criel-sur-Mer, juillet-août 2009 (Richard de Prémare invité d'honneur)[10].
- Salon international des artistes contemporains, Saint-Tropez, septembre-octobre 2012.
- Corsica, La Galerie, Ajaccio, octobre-novembre 2012[11].
- 26e Salon de peinture de Condé-sur-Noireau, Richard de Prémare invité d'honneur, novembre 2017[12],[13].

## Réception critique
- « Lorsque je me trouve devant des toiles de Richard de Prémare, je suis de plus en plus convaincu qu'un tableau est d'abord, et avant tout, une part de rêve accrochée à un mur, une part de rêve qui n'est pas la même pour tous mais que chacun peut façonner et modeler à sa guise et selon son humeur du moment. La part du rêve que nous offre de Prémare est une des plus subtiles, des plus délicates et des plus sensibles que j'aie jamais éprouvée... Pas d'appel impératif, pas de coup de cymbales sonores, pas de couleur trop vive mais une sorte d'invitation pleine de retenue, le sourire de l'enfant qui vous demande presque avec humilité, mais aussi avec la certitude d'être entendu et compris, de jouer avec lui. Alors, jouons avec de Prémare. Entrons avec lui dans le cercle enchanté de sa peinture. Les mots sont à peine prononcés, les phrases sont parfois chuchotées, mais il est des murmures qui en disent plus que de grands discours. Et de Prémare dit tout et, sans qu'il y paraisse, bien davantage encore. » - André Flament, Président des Peintres témoins de leur temps[14].
- « Dessinateur né, il excelle tant dans le portrait que dans les paysages, toujours d'après nature, mais laisse aussi un droit important à l'imaginaire. Richard de Prémare a le grand mérite de témoigner de la valeur incontestable d'une belle et foisonnante figuration contemporaine. » - Élisabeth Amyot[15].

## Prix et distinctions
- Grand Prix du Salon du Maroc, 1959.
- Médaille d'argent, Salon Léonard-de-Vinci, Paris, 1980.

### Filmographie
- Jean Desvilles, Richard de Prémare, film édité en DVD par Arts et Résonances, Paris, 2016 (visionner la bande annonce).